# Bassin portuaire
Pour les articles homonymes, voir Bassin.

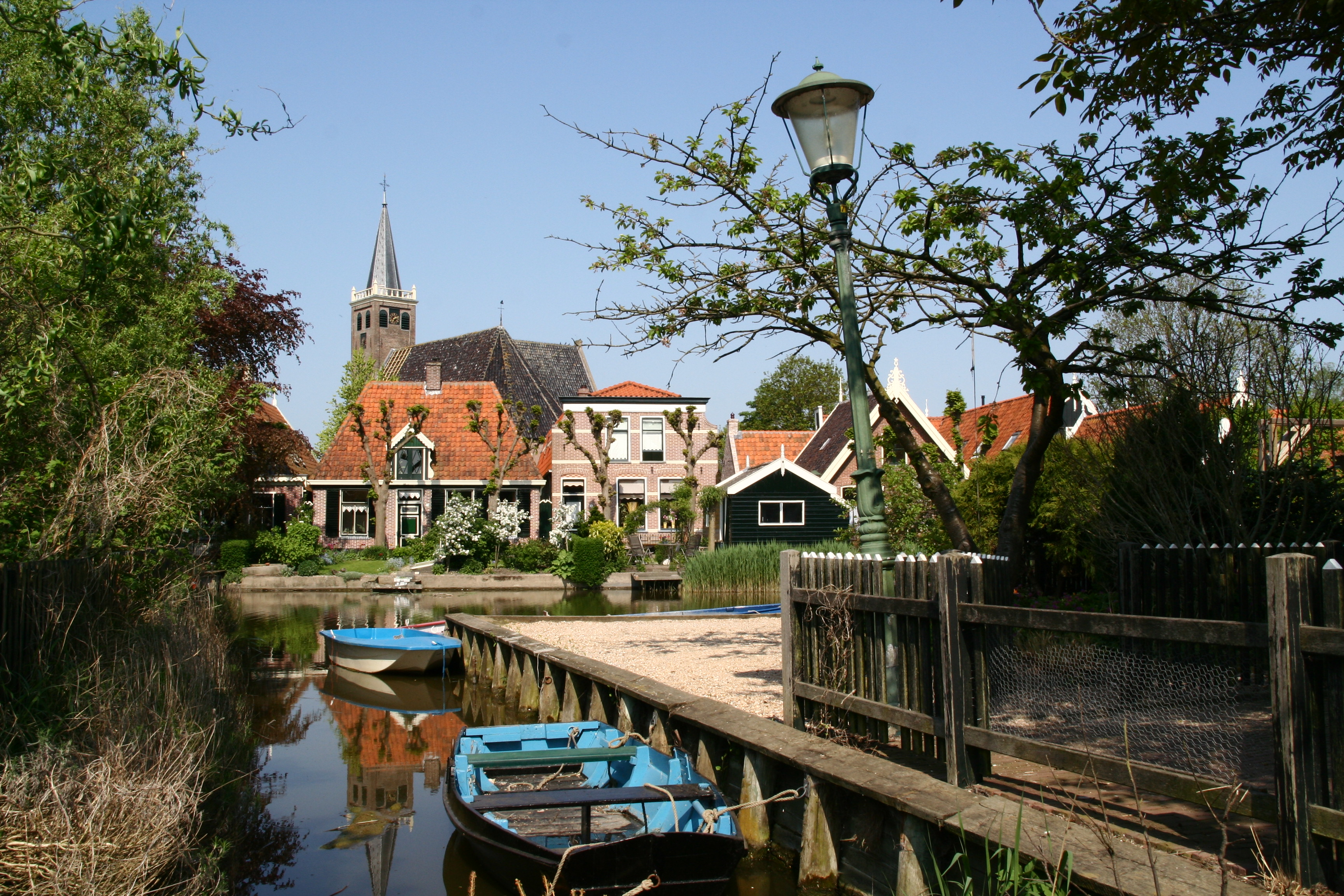
Bassin portuaire du village néerlandais de Kolhorn

Un bassin portuaire est un ensemble de darses d'un port qui est fermé, il se trouve dans une impasse.
Il est utilisé pour le fret, le chantier naval, ou comme un point tournant.